# Phoma andigena
Phoma andigena är en lavart som beskrevs av Turkenst. 1995. Phoma andigena ingår i släktet Phoma, ordningen Pleosporales, klassen Dothideomycetes, divisionen sporsäcksvampar och riket svampar.   Inga underarter finns listade i Catalogue of Life.